# Sébastien Minard
Sébastien Minard (Senlis, 1982. június 12. –) francia profi kerékpáros. 2016-ban visszavonult a versenyzéstől.

## Eredményei
2004
3. – Párizs – Troyes
2005
1., 10. szakasz – Tour de l'Avenir
7. – Boucle de l'Artois
2006
8. – Párizs – Bourges
2007
2. – Amiens Criterium
5., összetettben – Etoile de Bességes
7., összetettben – Tour de Picardie
2009
4. – Tour du Finistére
5., összetettben – Etoile de Bességes
2010
1. – Párizs–Camembert
5. – Polynormande
6. – Route Adélie de Vitré
2012
10. – Párizs–Camembert
2013
4., összetettben – Tour de Picardie
2014
8. – Párizs–Camembert

## Grand Tour eredményei
| Grand Tour | 2006 | 2007 | 2008 | 2009 | 2010 | 2011 | 2012 | 2013 | 2014 | 2015 | 2016    |
| ---------- | ---- | ---- | ---- | ---- | ---- | ---- | ---- | ---- | ---- | ---- | ------- |
| Giro       | -    | -    | -    | -    | -    | -    | -    | -    | -    | -    | -       |
| Tour       | -    | -    | -    | 38.  | 92.  | 110. | 65.  | 124. | 99.  | -    | -       |
| Vuelta     | 44.  | 57.  | 71.  | -    | 102. | -    | -    | -    | -    | -    | feladta |